# اینگولدیستورپ
اینگولدیستورپ (به انگلیسی: Ingoldisthorpe) یک روستا و محله مدنی در بریتانیا است که در King's Lynn and West Norfolk واقع شده‌است. اینگولدیستورپ ۵٫۶۳ کیلومتر مربع مساحت و ۸۴۹ نفر جمعیت دارد.